# Agamia agami
L'airone agami (Agamia agami Gmelin, 1789) è un uccello della famiglia degli Ardeidi. Noto anche come airone panciacastana, questo airone di dimensioni medie è l'unica specie del genere Agamia.

## Distribuzione e habitat
È una specie stanziale che vive nelle Americhe, dall'America centrale fino a Perù e Brasile. Si incontra nelle foreste paludose e in altre aree boschive umide. Nidifica in colonie costituite da piattaforme di ramoscelli edificate sugli alberi vicini all'acqua; su un solo albero si possono trovare fino a 100 nidi. Nonostante gli sgargianti colori del piumaggio questa specie è difficile da individuare, poiché preferisce rimanere nascosta tra la fitta vegetazione.

## Descrizione
L'airone agami misura 66–76 cm di lunghezza. Rispetto agli altri aironi ha zampe piuttosto corte, ma ha un becco sottile molto lungo. Il collo e le regioni superiori sono castani e le ali verdi; lungo il retro del collo corre una linea bianca. Una serie di penne celesti decora la testa, i lati del collo e la parte inferiore del dorso. Le zampe, il becco e la zona di pelle nuda sulla faccia sono giallo sporco. I sessi sono simili; gli immaturi hanno le regioni superiori marroni, quelle inferiori ricoperte da strisce bianche e marroni e il retro del collo bianco.

## Biologia
È un uccello relativamente silenzioso, ma quando è riunito in coppie o gruppi familiari può emettere vari suoni. Va in cerca di pesci nelle zone dove l'acqua è più bassa, restando immobile o muovendosi molto lentamente. Solo di rado si spinge in acque aperte. Talvolta cattura anche rane, piccoli rettili e lumache. Durante la stagione della nidificazione la femmina depone due uova azzurre.